# Dimorphocoris
Dimorphocoris is een geslacht van wantsen uit de familie van de Miridae (Blindwantsen). Het geslacht werd voor het eerst wetenschappelijk beschreven door Odo Reuter in 1891.

## Soorten
Het genus bevat de volgende soorten:

- Dimorphocoris abutilon Wagner, 1966
- Dimorphocoris albipilis Kerzhner, 1964
- Dimorphocoris alpinus Poppius, 1910
- Dimorphocoris argaeicus Hoberlandt, 1956
- Dimorphocoris asanovae Kerzhner, 1964
- Dimorphocoris atrans Kerzhner, 1970
- Dimorphocoris beieri Wagner, 1965
- Dimorphocoris bleusei Puton, 1898
- Dimorphocoris carayoni Ehanno & J. Ribes, 1994
- Dimorphocoris cilix Seidenstücker, 1962
- Dimorphocoris concii Tamanini, 1972
- Dimorphocoris constantini Ehanno, 1994
- Dimorphocoris debilis (Reuter, 1880)
- Dimorphocoris distylus Seidenstücker, 1964
- Dimorphocoris dupuisi Ehanno, 1993
- Dimorphocoris durfortae Ehanno & J. Ribes, 1994
- Dimorphocoris eckerleini Wagner, 1965
- Dimorphocoris ehannoi J. Ribes & E. Ribes, 2001
- Dimorphocoris fuscus Joakimov, 1909
- Dimorphocoris gallicus Wagner, 1965
- Dimorphocoris goulae Ehanno & J. Ribes, 1994
- Dimorphocoris gracilis (Rambur, 1839)
- Dimorphocoris josephinae Ehanno & J. Ribes, 1994
- Dimorphocoris lateralis Reuter, 1901
- Dimorphocoris lividipennis Reuter, 1903
- Dimorphocoris longiceps Wagner, 1968
- Dimorphocoris lurensis Wagner, 1957
- Dimorphocoris marci Rizzotti-Vlach, 1998
- Dimorphocoris marginellus (Puton, 1887)
- Dimorphocoris mariae Linnavuori, 1952
- Dimorphocoris matocqui Ehanno, 1993
- Dimorphocoris mongolicus Kerzhner, 1970
- Dimorphocoris mutatus Seidenstücker, 1964
- Dimorphocoris obachi Ehanno & J. Ribes, 1994
- Dimorphocoris osellai Tamanini, 1976
- Dimorphocoris pedetes Kerzhner, 1964
- Dimorphocoris pericarti Tamanini, 1972
- Dimorphocoris poggii Carapezza, 2002
- Dimorphocoris puigmalis Tamanini, 1976
- Dimorphocoris punctiger (Horváth, 1881)
- Dimorphocoris putoni (Reuter, 1882)
- Dimorphocoris pygmaeus Wagner, 1955
- Dimorphocoris remanei Wagner, 1965
- Dimorphocoris robustus Wagner, 1957
- Dimorphocoris ruffoi Tamanini, 1971
- Dimorphocoris sari Linnavuori, 1992
- Dimorphocoris satyriscus (J. Scott, 1870)
- Dimorphocoris saulii Wagner, 1965
- Dimorphocoris schmidti (Fieber, 1858)
- Dimorphocoris seidenstueckeri Linnavuori, 1984
- Dimorphocoris servadeii Tamanini, 1982
- Dimorphocoris tamaninii Ehanno, 1993
- Dimorphocoris tauricus (Horváth, 1880)
- Dimorphocoris tiberghieni Ehanno, 1993
- Dimorphocoris tomasii Tamanini, 1971
- Dimorphocoris torensis Gadalla, 2005
- Dimorphocoris toros Seidenstücker, 1962
- Dimorphocoris tristis (Fieber, 1861)
- Dimorphocoris tuatayae Wagner, 1965